# 大黄龙岛
大黄龙岛位于中華人民共和國浙江省舟山群岛北部，属于嵊泗县管辖，为黄龙乡的主岛，面积5.2平方公里。

## 历史
- 宋乾道《四明图经》，元大德《昌国州图志》，明《海盐县图经》写成蟹钳山均记载有该岛。
- 清康熙年间，沿海战事结束，舟山展复，设立定海县，大黄龙岛划入定海县。同时为江浙会哨之处。
- 咸丰年间，太平军侵入浙江，以镇海人为主的大批宁波人（时称“关里人”）避战祸迁至大黄龙岛，岛上人口骤增。
- 同治光绪年间，因居民多为镇海籍，且镇海外海水师营常巡海至此，定海县岛多难管，故该岛民政归镇海县管理。
- 光绪末期实施南北分治。北港区（峙岙、黄沙岙、大岙）属江苏省崇明县，南港区（南港、东嘴头）属浙江省定海县。
- 民国23年（1934年）南港区设黄龙乡，属定海县；北港区与下五岙（今五龙乡）合建五龙乡，属崇明县第五区。
- 民国24年（1935年），大岙划入黄龙乡。
- 民国38年（1949年）6月至39年（1950年）5月，南港区属新设的滃洲县（今岱山县的前身）。
- 民国39年（1950年）7月8日解放，同年11月南港区建黄龙乡人民政府，仍归定海县。
- 1951年北港区并入黄龙乡，大黄龙岛结束由江浙两省分治的历史。
- 1951年12月划属嵊泗县。1962年建黄龙人民公社。1984年复置黄龙乡。

## 居民点
大黄龙岛分布有5个居民点。其中最大的为南港，原名深水岙，有人口约5千，屋舍沿山谷及三面山坡分布极度密集，街巷极狭窄。1980年代的《嵊泗县地名志》记载南港共有1508户，5652人，已经是全舟山较大的自然村镇之一。港口形成为清末民初，海运便利。但陆上交通不便，至岛上其他4村均需翻山越岭。